# Möllern
Möllern  è una frazione di 363 abitanti del comune tedesco di Lanitz-Hassel-Tal, situato nel land della Sassonia-Anhalt.
Fino al 30 giugno 2009 ha costituito un comune autonomo.